# Juhani Suutarinen
Taisto Juhani Suutarinen (Uukuniemi, 24 maggio 1943) è un ex biatleta finlandese.

## Palmarès

### Olimpiadi invernali
- Argento a Sapporo 1972 nella staffetta 4x7,5 km.
- Argento a Innsbruck 1976 nella staffetta 4x7,5 km.

### Mondiali
- Oro a Minsk 1974 nei 20 km individuali.
- Oro a Minsk 1974 nei 10 km sprint.
- Oro a Rasun Anterselva 1975 nella staffetta 4x7,5 km.
- Argento a Minsk 1974 nella staffetta 4x7,5 km.